# Bahía de Newark

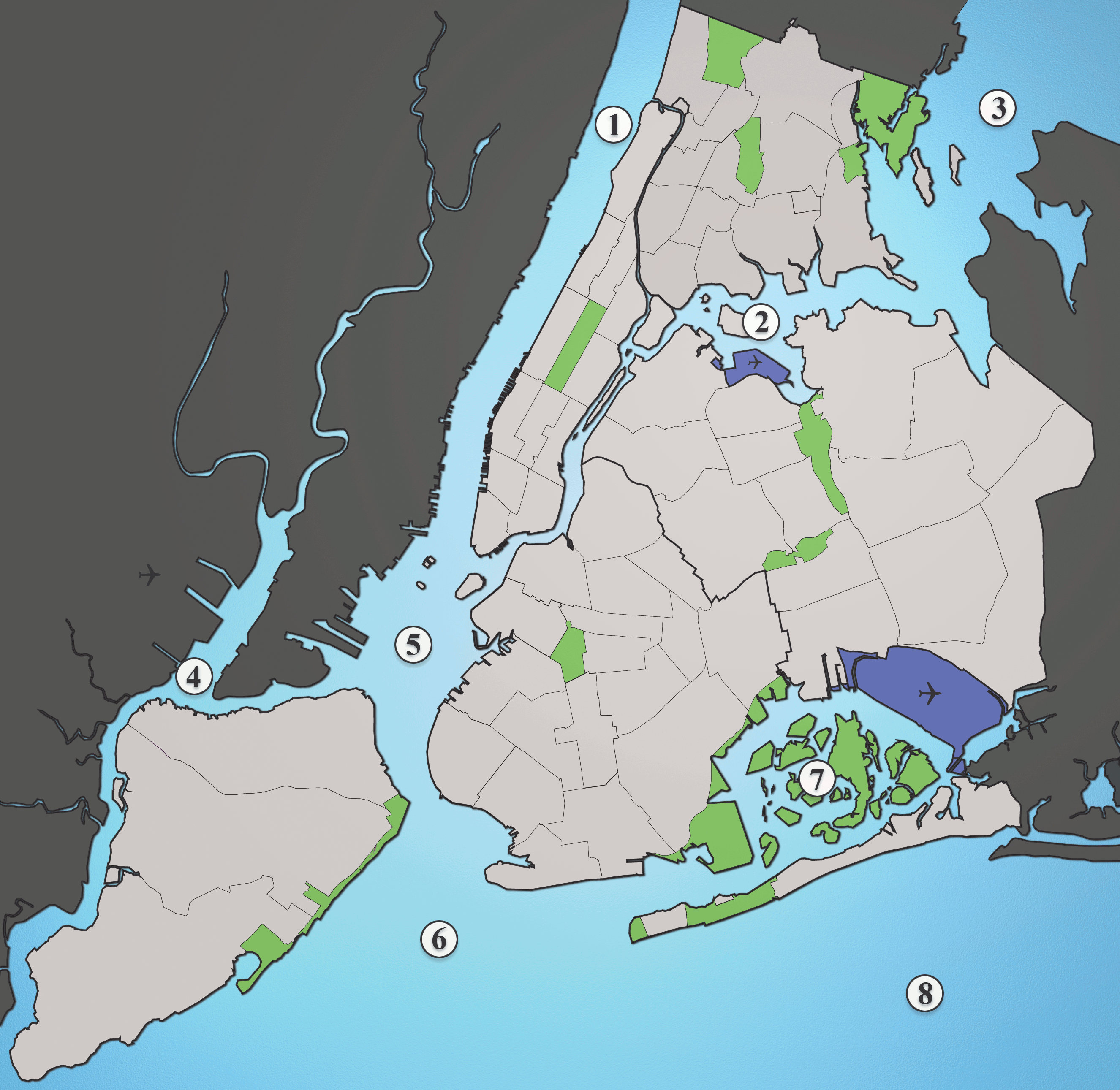
Vías navegables de Nueva York: 1. Río Hudson, 2. Río del Este, 3. Estrecho de Long Island, 4. Bahía de Newark, 5. Bahía superior de Nueva York, 6. Bahía Baja de Nueva York, 7. Bahía de Jamaica, 8. Océano Atlántico

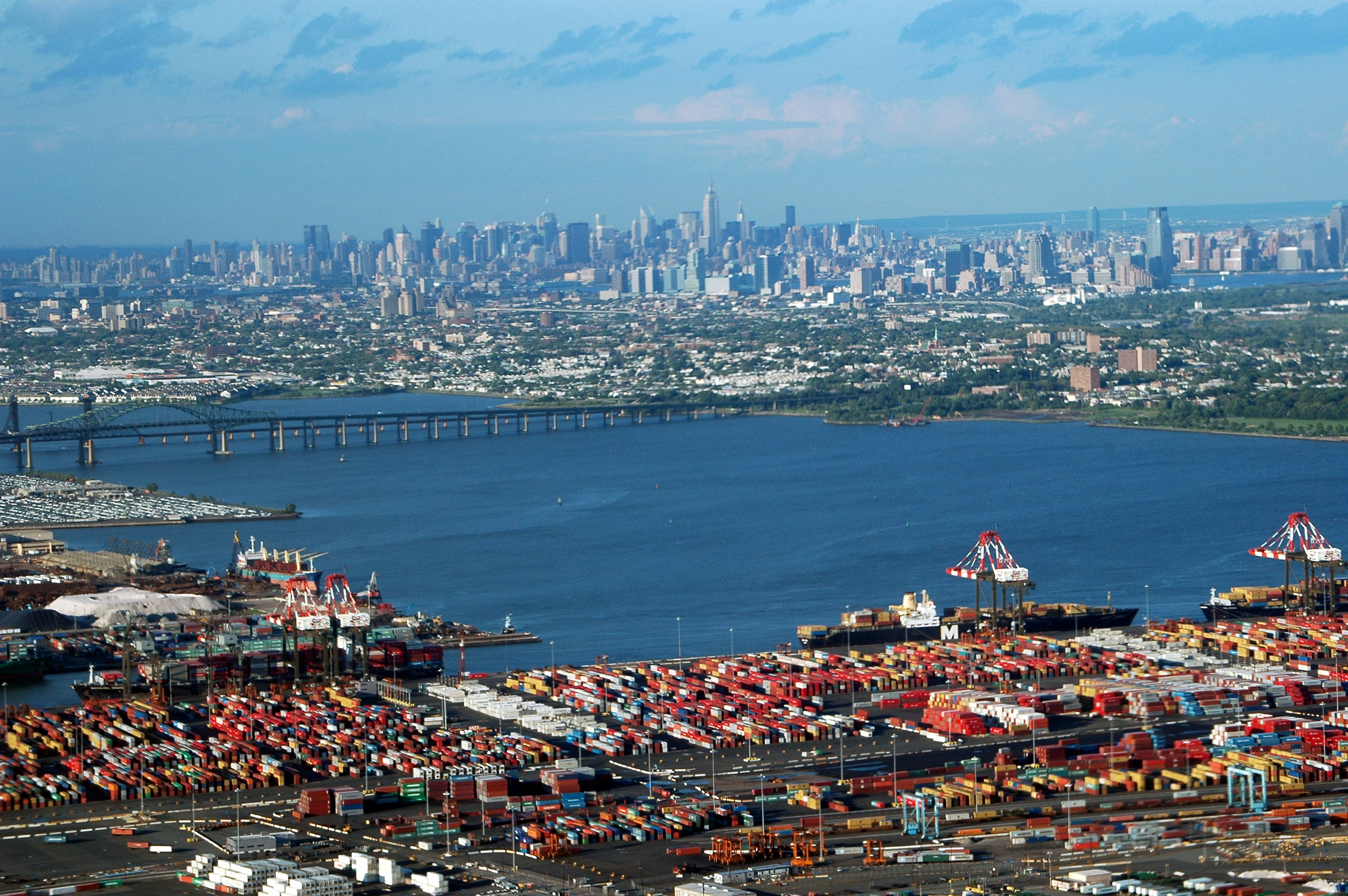
Port Newark al fondo, viéndose también Jersey City y Manhattan, este en Nueva York.

La bahía de Newark (en inglés: Newark Bay) es una parte de la gran bahía de Nueva York, cercana a la Bahía Upper New York. Es una bahía de marea situada en la confluencia de los ríos Passaic y Hackensack y limita con la costa noreste de Nueva Jersey. La bahía pertenece principalmente al estado de Nueva Jersey, con una pequeña parte incluida en el vecino estado de Nueva York. Está separada de la Bahía Upper New York por la península de Bergen Neck. Las dos bahías están conectadas por el Kill Van Kull, un estrecho situado al sureste, que las separa de Staten Island, isla que forma parte de la Ciudad de Nueva York.

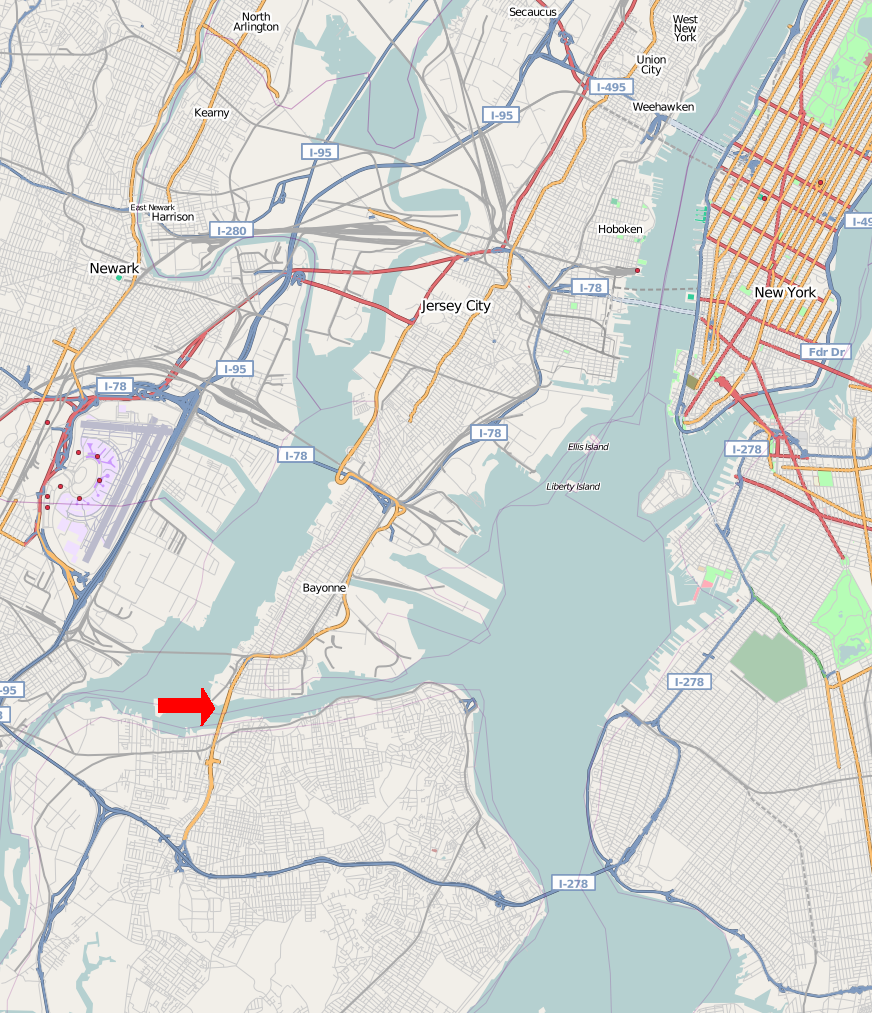
Bahía de Newark Bay y puente de Bayonne.

La bahía de Newark está conectada con la bahía de Raritan y la bahía de Lower New York, situada al sur de Staten Island, por Arthur Kill. Rodeando la bahía se encuentran las ciudades de Newark y Elizabeth, unidas a Ciudad de Jersey y Bayonne sobre Bergen Neck por el puente de la bahía de Newark o puente de Bayonne.
En esta bahía se ubica la Port Newark-Elizabeth Marine Terminal, las mayores instalaciones de contenedores del Puerto de Nueva York y Nueva Jersey, el tercer puerto más importante de Estados Unidos. El estuario se draga periódicamente para poder acoger a los buques portacontenedores. 